# Česko-slovenská interliga v házené žen 2023/2024
Sezóna 2023/2024 byla 22. ročníkem Česko-slovenské interligy v házené žen, která je nejvyšší soutěží v házené žen na území Česka a Slovenska. 
První místo z předchozí sezóny obhajoval tým HC DAC Dunajská Streda. Vítězem se stal tým Iuventa Michalovce.

## Formát
Soutěž má pouze dlouhodobou část, po které probíhají play-off v jednotlivých zemích o tituly mistryň České republiky a mistryň Slovenska.

## Účastníci
Účastníky soutěže pro ročník 2023/24 byly týmy:
| Klub                   | Stát      |
| ---------------------- | --------- |
| DHK Baník Most         | Česko     |
| TJ Sokol Písek         | Česko     |
| DHC Slavia Praha       | Česko     |
| DHK Zora Olomouc       | Česko     |
| HC DAC Dunajská Streda | Slovensko |
| Handball club Zlín     | Česko     |
| DHC Sokol Poruba       | Česko     |
| Iuventa Michalovce     | Slovensko |
| HK Slovan Duslo Šaľa   | Slovensko |
| Házená Kynžvart        | Česko     |
| DHC Plzeň              | Česko     |
| HK Hodonín             | Česko     |

## Konečná tabulka
| Poř. | Tým                    | Z  | V  | R | P  | VG  | OG  | B  | Pozn.                      |
| ---- | ---------------------- | -- | -- | - | -- | --- | --- | -- | -------------------------- |
| 1    | Iuventa Michalovce     | 24 | 21 | 2 | 1  | 792 | 635 | 44 | Play-off Slovensko         |
| 2    | HC DAC Dunajská Streda | 24 | 18 | 2 | 4  | 702 | 564 | 38 | Play-off Slovensko         |
| 3    | DHK Baník Most         | 24 | 16 | 2 | 6  | 778 | 699 | 34 | Play-off Česko             |
| 4    | Házená Kynžvart        | 24 | 15 | 1 | 8  | 724 | 682 | 31 | Play-off Česko             |
| 5    | DHC Slavia Praha       | 24 | 15 | 1 | 8  | 778 | 700 | 31 | Play-off Česko             |
| 6    | Sokol Písek            | 24 | 13 | 2 | 9  | 717 | 661 | 28 | Play-off Česko             |
| 7    | DHK Zora Olomouc       | 24 | 13 | 0 | 11 | 656 | 670 | 26 | Nadstavba o umístění Česko |
| 8    | HK Slovan Duslo Šaľa   | 24 | 10 | 3 | 11 | 733 | 705 | 23 | Play-off Slovensko         |
| 9    | DHC Plzeň              | 24 | 9  | 2 | 13 | 648 | 664 | 20 | Nadstavba o umístění Česko |
| 10   | Handball club Zlín     | 24 | 9  | 1 | 14 | 682 | 721 | 19 | Nadstavba o umístění Česko |
| 11   | TJ Sokol Poruba        | 24 | 4  | 0 | 20 | 656 | 794 | 8  | Nadstavba o umístění Česko |
| 12   | HK Hodonín             | 24 | 3  | 0 | 21 | 575 | 731 | 6  | Baráž o udržení            |

|  | Postup do play-off Slovensko |
|  | Postup do play-off Česko     |
|  | Nadstavba o umístění Česko   |
|  | Baráž o udržení              |

## Vyřazovací část (play-off)

### Česko
Vítězkami českého titulu se staly hráčky DHK Baník Most, které zvítězily ve finálové sérii proti týmu Házená Kynžvart.
| Zlatá medaile    | DHK Baník Most  |
| Stříbrná medaile | Házená Kynžvart |
| Bronzová medaile | Sokol Písek     |

Semifinále
| Tým 1           | Celkem | Tým 2            | Zápasy | Zápasy |
| --------------- | ------ | ---------------- | ------ | ------ |
| DHK Baník Most  | 59:45  | Sokol Písek      | 28:25  | 31:20  |
| Házená Kynžvart | 52:51  | DHC Slavia Praha | 26:28  | 26:23  |

Finále
| Tým 1          | Celkem | Tým 2           | Zápasy | Zápasy |
| -------------- | ------ | --------------- | ------ | ------ |
| DHK Baník Most | 51:47  | Házená Kynžvart | 25:20  | 26:27  |

O 3. místo
| Tým 1       | Série | Tým 2            | Zápasy | Zápasy |
| ----------- | ----- | ---------------- | ------ | ------ |
| Sokol Písek | 50:48 | SHC Slavia Praha | 29:22  | 21:26  |

### Slovensko
Vzhledem k poštu účastníků se o titul mistryň Slovenska nehrálo systémem play-off, ale systémem každý s každým. Mistryněmi Slovenska se staly hráčky HC DAC Dunajská Streda.
| Zlatá medaile    | HC DAC Dunajská Streda |
| Stříbrná medaile | Iuventa Michalovce     |
| Bronzová medaile | HK Slovan Duslo Šaľa   |

| Poř. | Tým                    | Z | V | R | P | VG  | OG  | B | Pozn. |
| ---- | ---------------------- | - | - | - | - | --- | --- | - | ----- |
| 1    | HC DAC Dunajská Streda | 4 | 3 | 1 | 0 | 121 | 111 | 7 |       |
| 2    | Iuventa Michalovce     | 4 | 2 | 1 | 1 | 99  | 81  | 5 |       |
| 3    | HK Slovan Duslo Šaľa   | 4 | 0 | 0 | 4 | 80  | 108 | 0 |       |

## Nadstavba o umístění – Česko
Do skupiny o udržení si týmy přenesly body ze základní části.
| 1 | DHK Zora Olomouc   |
| 2 | DHC Plzeň          |
| 3 | Handball club Zlín |
| 4 | TJ Sokol Poruba    |

| Poř. | Tým                | Z | V | R | P | VG  | OG  | B  | Pozn. |
| ---- | ------------------ | - | - | - | - | --- | --- | -- | ----- |
| 1    | DHK Zora Olomouc   | 6 | 2 | 0 | 4 | 194 | 198 | 25 |       |
| 2    | DHC Plzeň          | 6 | 4 | 1 | 1 | 184 | 179 | 24 |       |
| 3    | Handball club Zlín | 6 | 2 | 1 | 4 | 230 | 234 | 13 |       |
| 4    | TJ Sokol Poruba    | 6 | 3 | 2 | 3 | 242 | 235 | 12 |       |

## Baráž
V baráži o udržení v interlize proti sobě nastoupil poslední tým interligy proti nejvýše postavenému týmu 2. nejvyšší soutěže (mimo B-týmů). HK Hodonín udržel interligovou příslušnost proti družstvu Sokol Vršovice.
| Tým 1      | Celkem | Tým 2          | Zápasy | Zápasy |
| ---------- | ------ | -------------- | ------ | ------ |
| HK Hodonín | 64:56  | Sokol Vršovice | 37:25  | 27:31  |